# Estación de Majadahonda
Majadahonda es una estación ferroviaria situada en el municipio español de Majadahonda en la Comunidad de Madrid. Forma parte de las líneas C-7 y  C-10 de Cercanías Madrid.

## Situación ferroviaria
La estación se encuentra en el punto kilométrico 14,1 de la línea férrea de ancho ibérico que une Madrid-Atocha Cercanías con Pinar de Las Rozas, a 723,38 metros de altitud. El tramo es de vía doble y está electrificado. Históricamente este tramo de la red iba unido a la línea Madrid-Hendaya hasta que se cambió la cabecera de Príncipe Pío a Madrid-Chamartín.

## Historia
La estación se encuentra en un tramo de la Línea General del Norte (Madrid-Hendaya) que carece de tráfico de largo recorrido desde que éste se desviara por la variante norte hacia Chamartín. Este tramo poseía un apeadero denominado El Plantío y una estación denominada El Plantío-Majadahonda, que daban servicio simultáneamente al barrio madrileño y a la localidad majariega.
Estas estaciones fueron clausuradas en 1987, y en 1989 se abrió la estación actual de Majadahonda (considerada apeadero a efectos de circulación ferroviaria), adaptada a los estándares de accesibilidad de Renfe Cercanías aplicados en el núcleo de Cercanías Madrid. De esta manera la estación de Majadahonda queda algo más cerca del centro urbano, a pesar de seguir estando significativamente lejos del mismo.
La estación cuenta además con un aparcamiento 24h gestionado, como otros aparcamientos de la red de Cercanías, por la empresa Empark.

## Servicios ferroviarios
| procedencia/destino | < estación | Línea | estación > | destino/procedencia |
| ------------------- | ---------- | ----- | ---------- | ------------------- |
| Príncipe Pío        | El Barrial |       | Las Rozas  | Alcalá de Henares   |
| Chamartín           | El Barrial |       | Las Rozas  | Villalba            |

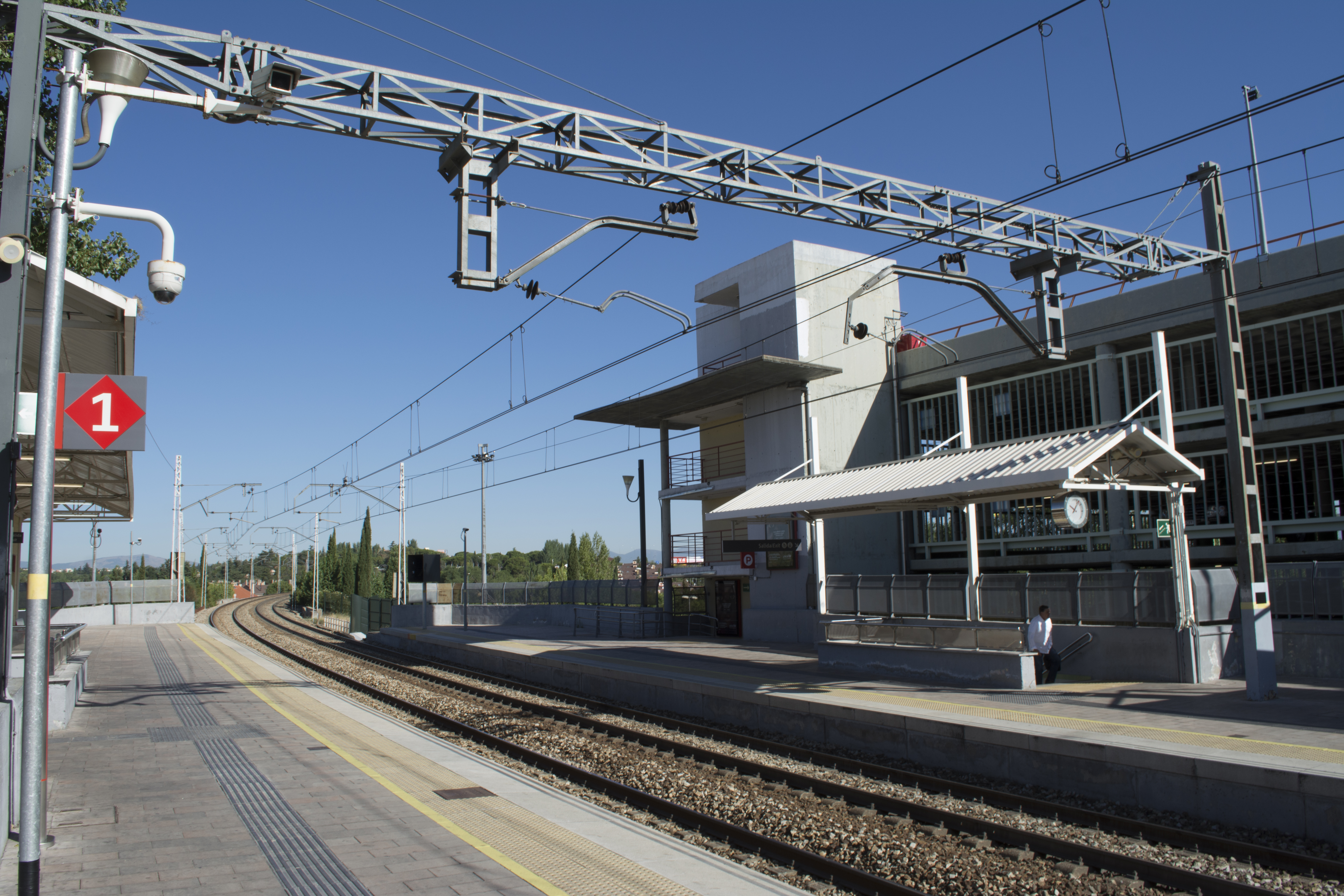
Andenes de la estación.

La estación forma parte de las líneas C-7 y  C-10 de la red de Cercanías Madrid. 

### Accesos
- Majadahonda Calle Monte del Pilar, s/n
- Majadahonda Carretera de El Plantío, 72. Acceso al Parking Disuasorio

## Conexiones
| Diurnos |                                                  |                               |                           |
| Línea   | Destino                                          | Parada                        | Operador                  |
| 1       | Circular (Hospital - FFCC) (sentido horario)     | 13003 Norias-Est. Majadahonda | Avanza Movilidad Integral |
| 2       | Circular (Hospital - FFCC) (sentido antihorario) | 16386 Norias-Est. Majadahonda | Avanza Movilidad Integral |

| Diurnos   |                                                                       |                                         |                           |
| Línea     | Destino                                                               | Parada                                  | Operador                  |
| 626A      | Villanueva del Pardillo                                               | 13003 Norias-Est. Majadahonda           | Auto Periferia            |
| 653       | Majadahonda (Hospital)                                                | 13003 Norias-Est. Majadahonda           | Avanza Movilidad Integral |
| 654       | Majadahonda (Urbanización Los Satélites)                              | 13003 Norias-Est. Majadahonda           | Avanza Movilidad Integral |
| 567       | Boadilla del Monte - Villaviciosa de Odón                             | 16386 Norias-Est. Majadahonda           | Avanza Movilidad Integral |
| 653       | Madrid (Moncloa)                                                      | 16386 Norias-Est. Majadahonda           | Avanza Movilidad Integral |
| 654       | Madrid (Moncloa)                                                      | 16386 Norias-Est. Majadahonda           | Avanza Movilidad Integral |
| 650B      | Circular Pozuelo - Majadahonda - Hospital Puerta del Hierro - Pozuelo | 07304 Ctra. El Plantío-Est. Majadahonda | Avanza Movilidad Integral |
| 651       | Majadahonda (Avenida de España)                                       | 07304 Ctra. El Plantío-Est. Majadahonda | Avanza Movilidad Integral |
| 652       | Majadahonda (Carril del Tejar)                                        | 07304 Ctra. El Plantío-Est. Majadahonda | Avanza Movilidad Integral |
| 650A      | Circular Pozuelo - Hospital Puerta del Hierro - Majadahonda - Pozuelo | 07305 Ctra. El Plantío-Est. Majadahonda | Avanza Movilidad Integral |
| 651       | Madrid (Moncloa)                                                      | 07305 Ctra. El Plantío-Est. Majadahonda | Avanza Movilidad Integral |
| 652       | Madrid (Moncloa)                                                      | 07305 Ctra. El Plantío-Est. Majadahonda | Avanza Movilidad Integral |
| Nocturnos |                                                                       |                                         |                           |
| Línea     | Destino                                                               | Parada                                  | Operador                  |
| N901      | Madrid (Moncloa) - Pozuelo - Majadahonda - Madrid                     | 07305 Ctra. El Plantío-Est. Majadahonda | Avanza Movilidad Integral |
| N906      | Madrid (Moncloa) - Majadahonda - Pozuelo - Madrid                     | 07304 Ctra. El Plantío-Est. Majadahonda | Avanza Movilidad Integral |